# Miramar (Buenos Aires)
Miramar è una città dell'Argentina, capoluogo del partido di General Alvarado nella provincia di Buenos Aires.